# Skævinge Kommune
Skævinge Kommune i Frederiksborg Amt blev dannet ved kommunalreformen i 1970. Ved strukturreformen i 2007 blev den indlemmet i Hillerød Kommune sammen med Uvelse fra Slangerup Kommune.

## Tidligere kommuner
Skævinge Kommune blev dannet ved sammenlægning af 3 sognekommuner:
| Kommune          | Folketal 1. januar 1970 | Byer                   |
| ---------------- | ----------------------- | ---------------------- |
| Lille Lyngby     | 1.162                   | Meløse og Store Lyngby |
| Skævinge-Gørløse | 2.425                   | Skævinge og Gørløse    |
| Strø             | 525                     |                        |
| I alt            | 4.112                   |                        |

## Sogne
Skævinge Kommune bestod af følgende sogne, alle fra Strø Herred undtagen Gørløse, der hørte til Lynge-Frederiksborg Herred:
- Gørløse Sogn
- Lille Lyngby Sogn
- Skævinge Sogn
- Strø Sogn

## Borgmestre[2]
| Periode   | Navn              | Parti                       |
| --------- | ----------------- | --------------------------- |
| 1970-1978 | Kaj Sommer Larsen | Venstre                     |
| 1978-2004 | Finn Palle Hansen | Det Konservative Folkeparti |
| 2004-2006 | Ole Roed Jakobsen | Venstre                     |

## Rådhus
I 2008 udarbejdede Hillerød Kommune en lokalplan for at Skævinge Kommunes tidligere rådhus på Harløsevej 18-20 kunne ombygges til boliger, kontorer, klinikker og kulturelle aktiviteter.